# アズ・アイ・レイ・ダイング
アズ・アイ・レイ・ダイング（As I Lay Dying）は、アメリカ合衆国・サンディエゴ出身のメタルコアバンドである。バンドの略称はAILD。また、日本国内ではアズアイとも呼ばれる。

## バイオグラフィ

### 活動前期
ティム・ランベシスが元々所属していたバンドを脱退し立ち上げる。その後、ギタリストのエヴァン・ホワイト、ドラマーのジョーダン・マンチーノの2人を誘い、3人で活動を開始する。バンド名の由来はウィリアム・フォークナーの小説『死の床に横たわりて』(As I Lay Dying)。
2001年6月にプルート・レコードから1stアルバム『Beneath the Encasing of Ashes』をリリースし、2002年8月には同じくプルート・レコードからアメリカン・トラジェディとのスプリット盤をリリースする。その後バンドは新たなメンバーを迎え入れ5人編成になりツアーを重ねていく。
そんな中2003年3月にオファーがあったメタル・ブレイド・レコーズと契約、7月にはティムのプロデュースによる2ndアルバム『Frail Words Collapse』をリリースする。バンドの新たな方向性を示したこのアルバムはアンダーグラウンドではさらに根強い人気を獲得する。
メンバーの入れ替えを経て、2005年1月には新たなアルバムのレコーディングに取りかかり、6月には3rdアルバムとなる『Shadows Are Security』をリリース、このアルバムはBillboard 200にて35位を記録する。同年のオズフェストでは2ndステージのヘッドライナーを務めた。
2007年8月に、4thアルバム『An Ocean Between Us』をリリース。このアルバムはBillboard 200において前アルバムを上回る初登場8位を記録し、さらに収録曲の「Nothing left」はグラミー賞の「ベスト・メタル・パフォーマンス」にノミネートされた。
日本でもメタル・フェスティバルLOUD PARKに2006年、2007年の2年連続で出演、アーケードゲーム「GuiterFreaksV5 & DrumManiaV5」(2008年)に「The Sound of Truth」が収録された。また、EP『Decas』ではスレイヤーやジューダス・プリーストのような伝統的なヘヴィメタルバンドのカバーを披露した。

### ランベシスの逮捕と事実上の解散
2013年5月7日、別居中の妻に対する殺人依頼をしたとしてヴォーカリストのティム・ランベシスが殺人教唆罪で逮捕された。これは身分を偽装して近づいた捜査員に対して行った依頼で、金額は1,000ドルであった。なお殺人自体は未遂であり、妻は無事である。
ランベシスと妻の間には2人の娘と1人の息子がいたが、3人ともエチオピアからの養子であった。妻の言によるとジムとタトゥーパーラーに通ってばかりで家族と子供を顧みなくなった事が別居の原因であり、2012年に離婚は成立していた。ランベシスは友人に「子供にとって良い親と悪い親の2人が居るよりも1人の良い親だけの方が良い」と語っていたとされる。
残されたバンドメンバーは当初ファンが知っている以上の情報は持っていないとした。バンドはキルスウィッチ・エンゲイジとの2013年のツアーをキャンセルし、「この事態が収拾されるまでバンドはツアーに出るべきでない」として、それ以後の活動を止めた。
ランベシスは逮捕当初は無罪を主張、また弁護士は「犯行当時の彼の思考プロセスはアナボリックステロイドの使用による影響を多大に受けていた」とコメントした。2014年2月にはランベシスは無罪主張を取り下げた。これによって最大9年の実刑を受ける可能性があったが、5月に刑は6年と確定した。
ランベシス以外の4人のメンバーはその後、シェーン・ブレイをヴォーカルに迎え、新たにウォーヴェンウォーというバンドを結成して活動を継続。アズ・アイ・レイ・ダイングは事実上解散した。新バンドのウォーヴェンウォーは2014年8月にデビュー作を発表した。

### ランベシスの出所と再始動
2016年末、ティム・ランベシスが服役していたカリフォルニア州の刑務所から仮出所。2017年12月17日にはバンドのオフィシャルFacebookにて謝罪文を公開した。
2018年6月、活動休止前のラインナップで復活。6年ぶりとなる新曲のMVを公開。
2019年9月20日、約7年ぶりとなるニューアルバム『Shaped By Fire』をリリースした。
2020年8月、ニック・ヒパがバンドから脱退したとするニュースが流れ、その後2021年8月に正式に脱退を表明した。
2022年5月、ジョシュ・ギルバート（ベース・ボーカル）の脱退を発表。また翌6月には、同月10日より開催のアメリカ・ツアーに不参加を表明していたジョーダン・マンチーノ（ドラム）の脱退を発表。アメリカ・ツアーはサポートメンバーとして、ケン・スージー（ギター、アンアース）、ライアン・ネフ（ベース・ボーカル、ミス・メイ・アイ）、ニック・ピアース（ドラム、アンアース）を迎えて行われる。
2024年5月22日、バンドとしては5年ぶり、上記3名を加えた新ラインナップでは初となる楽曲「Burden」を配信でリリース。
同年10月、ライアン・ネフ、ケン・スージー、ニック・ピアース、フィル・スグロッソが相次いで自身のSNSを通じて脱退を発表。残留メンバーがティム・ランベシスのみになる。その後、ランベシスがInstagramに声明文を掲載し、フィル・スグロッソと個人的、制作面、経済的に不和が生じていたことを明かし、話し合いの中でスグロッソが最初に脱退を決断した。他のメンバーはスグロッソなしで活動することに興味を持てず、直ぐに脱退を決めたと経緯を説明。各メンバーの決断を全面的に支持し、現時点ではこれがベストだと信じていると表明した。
2025年1月16日、ランベシスが実業家ジャスティン・ウェンゼル氏のYouTubeのポッドキャストに出演し、メンバーの脱退理由はランベシスとバンド再結成後に結婚した元妻との関係の不和が他の人間関係にも影響を与えた事により引き起こされた事、音楽活動を継続していく意思がある事などを語っていたが同年1月18日、SNS上にランベシスが自宅にて自らの愛犬に対し蹴る、外に出なかった為殴りかかって無理矢理外に追い出す等の虐待行為をしている動画が流出し、批判を浴びている。

## キリスト教との関係
アズ・アイ・レイ・ダイングのメンバーは全員が実践的クリスチャンである事をメディア上で幾度も表明していた。しかし、彼らは本国でもクリスチャンバンド、クリスチャン・ロックとカテゴリーされる事は稀である。これは彼らの歌詞が直接にはキリスト教的なテーマや教説を扱ってはいないためである。彼らの音楽において「神」や「ジーザス」という単語は使われず、聖書からの引用も存在しない。
ティム・ランベシスはこの点を2008年にインタヴューで訊かれた際に「5人のクリスチャンがバンドを組んでいる事とクリスチャン･バンドである事の間の違いを見出せない」とコメントしている。ランベシスは2010年頃まではクリスチャン・メタル・ラジオ局にも出演していたが、2012年には妻に対して離婚を求める個人的なEメールにて「最早神を信じてはいない」と述べていた。また上記疑惑による自宅軟禁中の2013年には、ブログへの投稿で自身の信仰喪失を遠回しに明かしている。
2014年にランベシスはバンドはクリスチャンとして「マーケティング」されて来たが、メンバーらは主に自分達を無神論者であると見做していたと発言した。ニック・ヒパはこれを中傷であるとして反論している。

## メンバー

### 現在のメンバー
- ティム・ランベシス (Tim Lambesis) ‐ ボーカル (2000-2014, 2018-)

AILDを結成するまではギタリストであり、バンドを結成するに当たってボーカルを探したが、なかなか気に入るボーカルが見つからなかった為に自身が担当する事にした。
アーノルド・シュワルツェネッガーを敬愛しており、ソロプロジェクトのオーストリアン・デス・マシーンは彼の出演作のパロディとトリビュートというコンセプトであった。このプロジェクトではボーカル、ギター、ベース、ドラムを全てティム自身が演奏し、3枚のアルバムと2枚のEPをリリースした。
また、2021年11月にはWOLVES AT THE GATEのギタリスト・Joey Alarconとの新プロジェクト『BORN THROUGH FIRE』を始動させ、配信シングル「Reintroduction - Bone By Bone」をリリースしている。

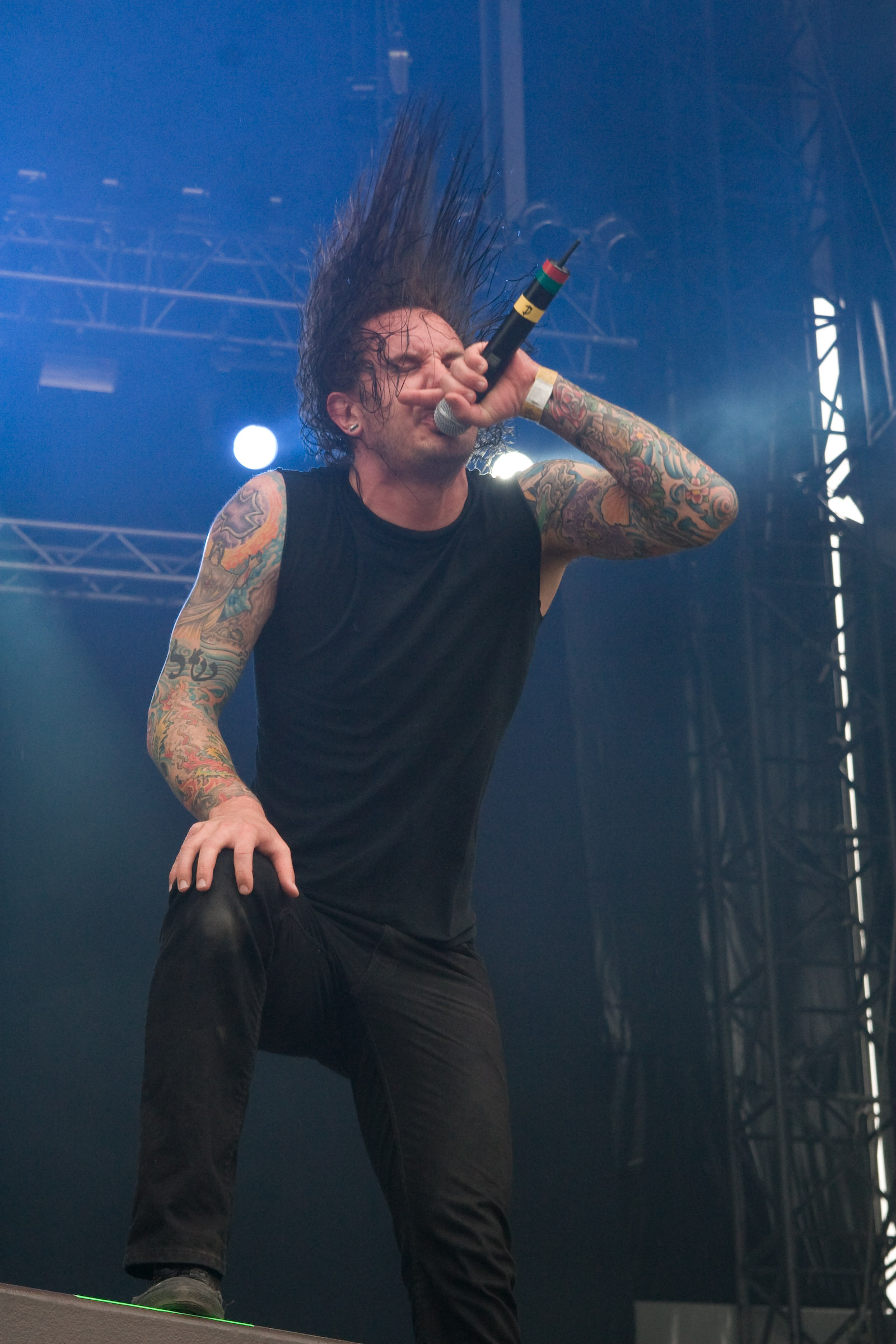
ティム・ランベシス 2007年 With Full Forceにて

### 元メンバー

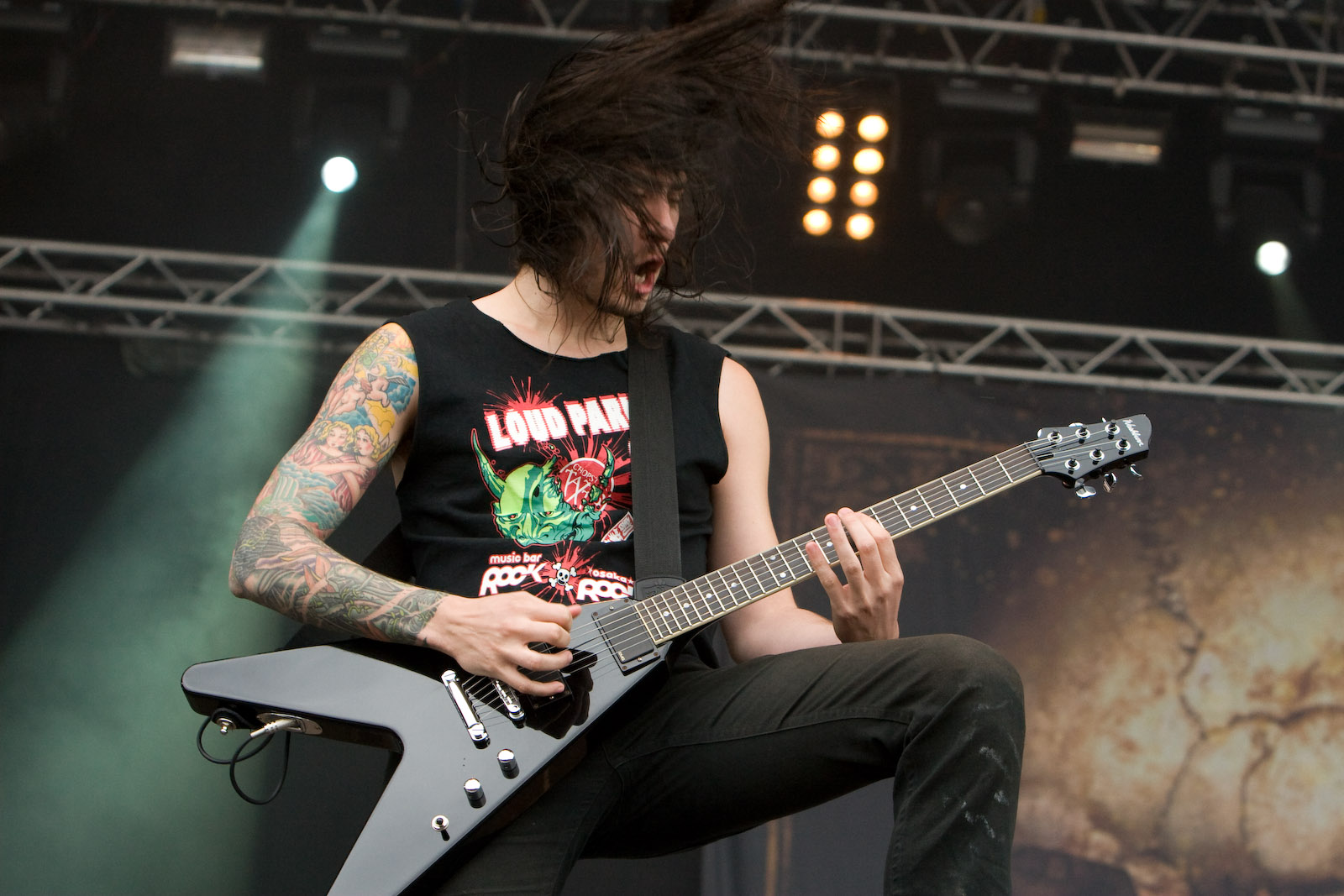
ジェレミー・ロヤス (Jeremy Rojas) - ギター (2001)
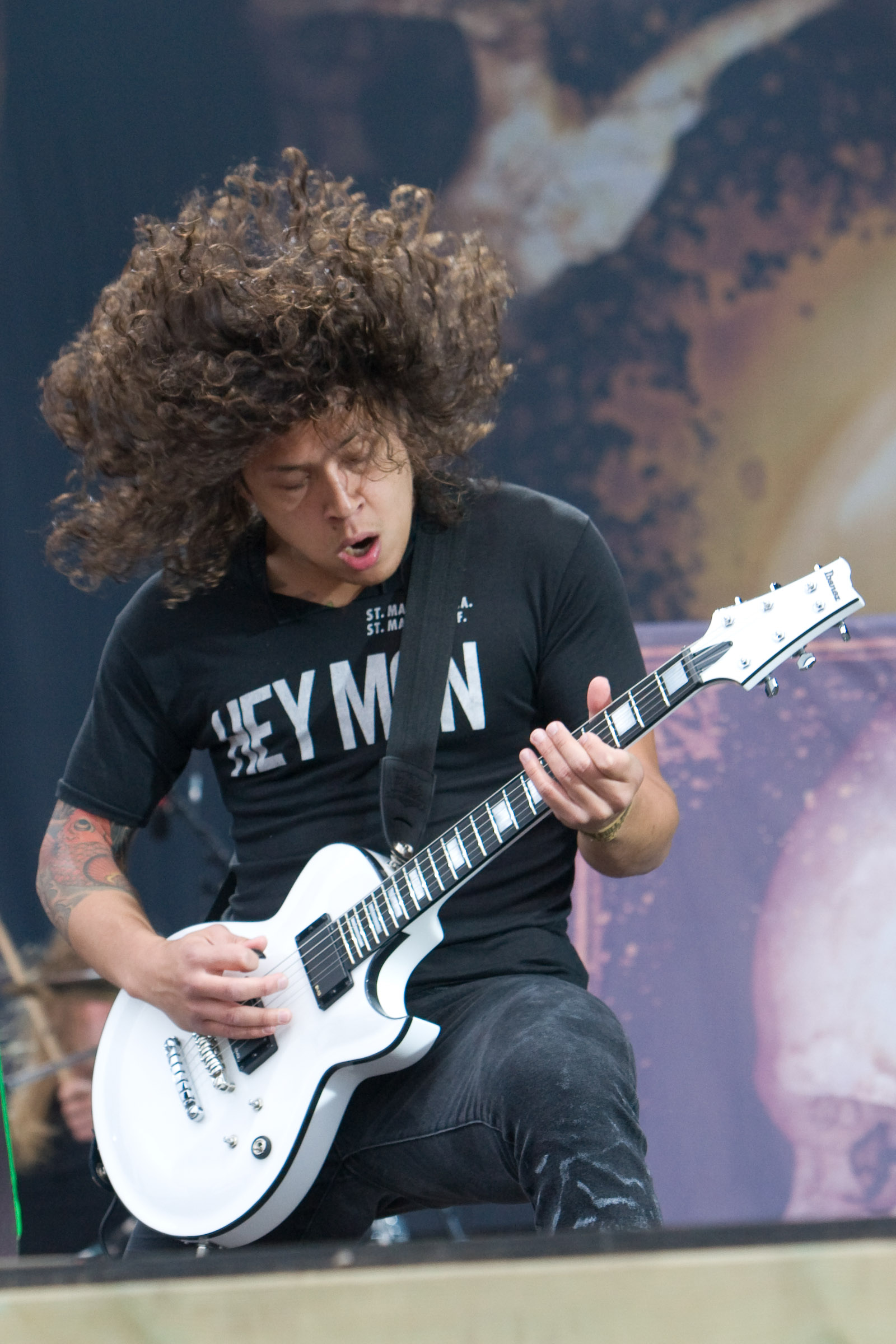
エヴァン・ホワイト (Evan White) - リードギター (2001–2003)、ベース (2002–2003)
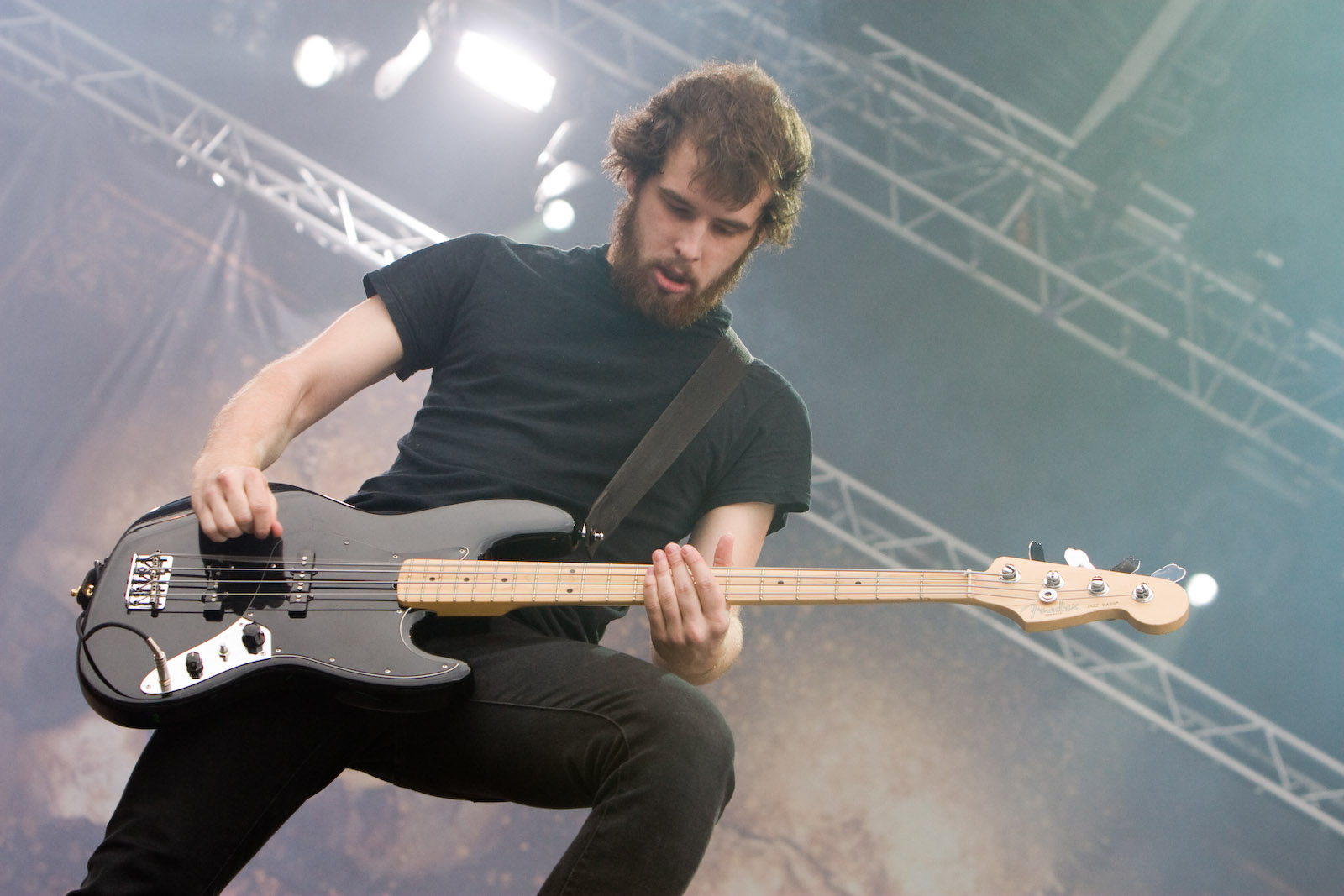
トミー・ガルシア (Tommy Garcia) - リードギター、ベース、ボーカル (2002–2003)

脱退後の2003年から2010年にセッションとして参加した。
- ジェイスン・クレブス (Jasun Krebs) - リズムギター (2002–2003)
- ジョン (Jon) - ベース (2001)[28]
- ノア・チェイス (Noah Chase) - ベース (2001, 2002, 2003)
- ブランドン・ヘイズ (Brandon Hays) - ベース (2002–2003)
- アーロン・ケネディ (Aaron Kennedy) - ベース (2003)
- クリント・ノリス (Clint Norris) - ベース、ボーカル (2003–2006)

恋人との結婚が理由で脱退。
脱退後もバンドと連絡を取り合っている。
ベースは主にアイバニーズ製のSRXベース、ATKベースを元にした自身のモデルを使用。Clintが自身のモデルを製作する際、キルスウィッチ・エンゲイジのマイク・ダントニオ（b）に頼んで彼のシグネチャーモデルのベースを貸してもらい、ヒントを得た。
- ニック・ヒパ (Nick Hipa) ‐ リードギター (2004-2014、2018-2020)

EMGピックアップを搭載しているアイバニーズ製のギターを主に使用。
- ジョシュ・ギルバート (Josh Gilbert) ‐ ベース、ボーカル (2007-2014、2018-2022)

フェンダー製のジャズベースを主に使用。他にはアイバニーズ製のEDB550ベース、ギブソン・サンダーバードベースを使用している。ピック弾きで演奏している。
- ジョーダン・マンチーノ (Jordan Mancino) ‐ ドラムス (2001-2014, 2018-2022)
- ライアン・ネフ (Ryan Neff) – ベース、ボーカル (2022–2024)
- ケン・スージー (Ken Susi) – ギター、バッキング・ボーカル (2022–2024)
- ニック・ピアース (Nick Pierce) – ドラムス (2022–2024)
- フィル・スグロッソ (Phil Sgrosso) ‐ リードギター (2003-2014、2018-2024)

EMGピックアップを搭載しているワッシュバーン製の自身のモデルのVシェイプのギターやポール・リード・スミスを主に使用。
- フィル・スグロッソ
- ニック・ヒパ
- ジョシュ・ギルバート

### ライヴメンバー
- チャド・アッカーマン (Chad Ackerman) - ギター (2001–2002)、バッキング・ボーカル (2007)
- ケイレン・デニュッチオ (Caylen Denuccio) - ベース (2002–2003)
- クリス・リンドストロム (Chris Lindstrom) - ギター (2001, 2003)
- マーク・マクドナルド (Mark Macdonald) - ギター (2003–2004)
- ルーベン・グティエレス (Ruben Gutierrez) - ギター (2001)
- デイヴィッド・アーサー (David Arthur) - クリーンボーカル (2005)
- ジャスティン・フォーレイ (Justin Foley) - ドラムス (2009)[29]
- ジョーイ・ブラッドフォード (Joey Bradford) - バッキング・ボーカル (2012)
- デュアン・リード (Duane Reed) - バッキング・ボーカル (2007)

## ディスコグラフィー

### アルバム
| 発売日                          | タイトル                                                        | レーベル      | Billboard 200 最高位 | U.S. Indie |
| ------------------------------- | --------------------------------------------------------------- | ------------- | -------------------- | ---------- |
| 2001年6月12日                   | Beneath the Encasing of Ashes                                   | Pluto         | -                    | -          |
| 2002年6月18日                   | As I Lay Dying/American Tragedy (スプリット盤)                  | Pluto         | -                    | -          |
| 2003年7月1日                    | Frail Words Collapse                                            | Metal Blade   | -                    | #30        |
| 2005年6月14日                   | Shadows Are Security                                            | Metal Blade   | #35                  | #1         |
| 2006年5月16日                   | A Long March: The First Recordings (コンピレーション・アルバム) | Metal Blade   | #129                 | #2         |
| 2007年8月21日                   | An Ocean Between Us                                             | Metal Blade   | #8                   | #2         |
| 2010年5月11日                   | The Powerless Rise                                              | Metal Blade   | #10                  | #2         |
| 2011年11月4日                   | Decas (コンピレーション・アルバム)                              | Metal Blade   | #61                  | #11        |
| 2012年9月25日                   | Awakened                                                        | Metal Blade   | #11                  | #3         |
| 2019年9月20日 （日本は9月27日） | Shaped by Fire                                                  | Nuclear Blast | #50                  |            |

## 来日公演
2005年
- Extreme The Dojo vol.12
  - 2月7日 東京・渋谷CLUB QUATTRO
  - 2月9日 大阪・心斎橋CLUB QUATTRO
  - 2月10日 愛知・名古屋CLUB QUATTRO

2006年
- STORY OF THE YEAR JAPAN TOUR 2006[脚注 1][33]
  - 5月23日 大阪・BIG CAT
  - 5月24日 福岡・DRUM Be-1
  - 5月26日 広島・CLUB QUATTRO
  - 5月28日 愛知・名古屋CLUB QUATTRO
  - 5月29日 東京・SHIBUYA-AX
- LOUD PARK 06[34][35]
  - 10月15日 千葉・幕張メッセ9～11

2007年
- LOUD PARK 07[36]
  - 10月20日 埼玉・さいたまスーパーアリーナ

2008年
- ROCKSTAR TASTE OF CHAOS '08[37][38]
  - 11月10日 東京・新木場STUDIO COAST
  - 11月11日 東京・新木場STUDIO COAST
  - 11月12日 東京・新木場STUDIO COAST